# Menexenus lacertinus
Menexenus lacertinus är en insektsart som först beskrevs av John Obadiah Westwood 1848.  Menexenus lacertinus ingår i släktet Menexenus och familjen Phasmatidae. Inga underarter finns listade i Catalogue of Life.